# Vladimír Henzl
Vladimír Henzl (2. září 1910, Brčko, Bosna a Hercegovina – 31. března 1978, Praha) byl český spisovatel, překladatel, publicista a diplomat. Používal též pseudonymy Jan Kolovrat, Vladimír Černý a Vladimír Dvorecký.

## Život
Vladimír Henzl se narodil a dětství strávil v bosenském Brčku, kde byl jeho otec poštovním úředníkem (Bosna a Hercegovina byla v té době pod správou Rakouska-Uherska). Roku 1919 se jeho rodina vrátila do Československa a usadila se v Bílovicích nad Svitavou. Reálné gymnázium navštěvoval nejprve v Brně a pak v Bratislavě, kde roku 1929 maturoval a také zde vystudoval práva (roku 1933 získal titul doktora práv).
Roku 1936 začal pracovat na Ministerstvu zahraničních věcí, od roku 1937 jako zástupce konzula v Krakově. Zde se také roku 1939 stal spoluzakladatelem první zahraniční československé vojenské jednotky, které velel Ludvík Svoboda. Během války se účastnil bojů ve Francii a Anglii.
Po skončení druhé světové války pracoval opět na Ministerstvu zahraničí a jako zástupce československé vlády vedl hospodářská jednání s USA, se Sovětským svazem a s dalšími evropskými zeměmi. Po únoru 1948 byl propuštěn, od roku 1952 pracoval jako vedoucí pražské filiálky bratislavských Chemických závodů Juraja Dimitrova a po roce 1969 až do smrti vedl pražské zastoupení chemického koncernu Farbewerke Hoechst AG.
Literárně činný začal být za války v emigraci, kdy časopisecky vydával básně a povídky a přispíval do emigrantských novin a časopisů (například Týdenní přehled, Krajanské listy, Čechoslovák, Poupě). Po válce se věnoval takřka výhradně dětské literatuře, jednak jako autor vlastních knih, jednak jako překladatel (z angličtiny, italštiny, srbochorvatštiny a francouzštiny).

## Dílo

### Vlastní knihy
- Čtvero počasí (1943), román z období kolem Mnichovské dohody vydaný v Londýně pod pseudonymem Jan Kolovrat.
- Vojín Václav Pišout a spol. (1945, sbírka povídek o životě československých zahraničních vojáků vydaná pod pseudonymem Jan Kolovrat v New Yorku
- Dobrodružství doktora Haiga (1962), vědeckofantastický román o hledání sněžného muže.
- Umělý svět (1963), vyprávění o různých chemických objevech, kterým vděčí moderní svět za nepostradatelné výrobky.
- Zátoka pirátů (1966), dobrodružný příběh z doby první opiové války mezi Velkou Británií a Čínou.
- Přiznejte se, kapitáne (1967), špionážní román z druhé světové války, inspirovaný skutečnými událostmi.
- Alibi mrtvého (1970), špionážní román z druhé světové války o spolupráci britské Secret Intelligence Service a Scotland Yardu s československou zpravodajskou službou v Londýně v boji proti nacistické špionážní a diverzní službě.

### Překlady z angličtiny
- Benjamin Appel: Newyorské doky (1960) – pod pseudonymem Vladimír Dvorecký.
- Benjamin Appel: Pevnost v rýžových polích (1955) – pod pseudonymem Vladimír Černý.
- James Fenimore Cooper: Lodivod (1973).
- James Fenimore Cooper: Poslední mohykán (1961).
- James Fenimore Cooper: Stopař (1963).
- James Fenimore Cooper: Průkopníci (1964).
- James Fenimore Cooper: Prérie (1967).
- Arthur Conan Doyle: Studie v šarlatové (1964).
- Edna Ferberová: Cimarron (1959).
- Francis Bret Harte: Gabriel Conoroy (1958).
- Edmund Hillary: Na vrcholu Mount Everestu (1957) – pod pseudonymem Vladimír Černý.
- Jerome Klapka Jerome: Tři muži ve člunu o psu nemluvě (1966).
- Edgar Allan Poe: Zlatý skarabeus a jiné povídky (1959).
- Walter Scott: Kenilworth (1965).
- Robert Louis Stevenson: Černý šíp (1957).

### Překlady z italštiny
- Emilio Salgari: Černý korzár (1967).
- Emilio Salgari: Hora světla (1970).
- Emilio Salgari: Město malomocného krále (1974)

### Překlady ze srbochorvatštiny
- Dobrica Ćosić: Kořeny (1957).
- Jara Ribnikarová: Dvě marné lásky (1965) – pod pseudonymem Vladimír černý.

### Překlady z francouzštiny
- Pierre Maël: V zajetí Amazonky (1970).